# Bruys
Bruys település Franciaországban, Aisne megyében. Lakosainak száma 19 fő (2022. január 1.). Bruys Chéry-Chartreuve, Lhuys, Mareuil-en-Dôle és Mont-Notre-Dame községekkel határos.

## Népesség
A település népességének változása:
| Lakosok száma | 46   | 31   | 26   | 20   | 20   | 20   | 19   | 18   | 19   | 19   |
|               | 1968 | 1982 | 1990 | 2006 | 2013 | 2015 | 2017 | 2019 | 2020 | 2022 |